# Pfisterer András
Pfisterer András (Buda, 1759. november 22. – Buda, 1824. augusztus 13.) magyar orvosdoktor, budai főorvos, Magyarország főorvosa.
1784 augusztusában a pesti egyetemen doktorált, disszertációját Dissertatio inauguralis medica de mammarum inflammation címmel az emlőgyulladás kutatásáról írta. Később Buda város főorvosa, illetve az egyetem orvosi karának igazgatója is lett. 1806-ban a kancellár sürgősen felterjesztést tett egy elmegyógyintézet alapítására, amit Pfisterer 1809 elején a tervezett 70 beteg részére előterjesztett. 1802-től a Helytartótanácsban a tanulmányi bizottság elnöke lett, emellett a Szentpétervári Orvosi Társaság tiszteletbeli tagjává is választották. A pestis gyógyításáért tett munkájáért Lipót-rendben részesítették. 1824-ben hunyt el Budán.